# Župnija Kranj - Šmartin
Župnija Kranj - Šmartin je rimskokatoliška teritorialna župnija Dekanije Kranj Nadškofije Ljubljana.